# 第315歩兵師団 (ベトナム陸軍)
第315歩兵師団（Sư đoàn 315 bộ binh）は、ベトナム人民軍（陸軍）の師団の1つ。

## 歴史
- 1977年4月 - ザライ省・コントゥム省において、第5軍区に所属する経済建設師団として編成。編成後は、ゴムの生産・加工に従事し、配下に農場と企業を管轄した。
- 1978年9月 - カンボジア侵攻の需要のため、歩兵師団に改編
- 1978年12月末 - カンボジアに全面侵攻。国道19号線沿いにカンボジアのラタナキリ州に侵入した後、ストゥントレン州地区において武装勢力を掃討した。
- 1982年 - 帰国
- 1983年 - 再度カンボジアに投入され、プレアビフア州東北地区に進駐した。

## 編制
- ？歩兵連隊
- ？歩兵連隊
- ？歩兵連隊
- ？砲兵連隊